# M.O.P.
M.O.P., sigla di Mash-Out Posse, è un duo hardcore hip hop proveniente da Brownsville, Brooklyn, composto dai rapper Billy Danzenie (alla nascita Eric Murray, 15 novembre 1974), e Lil'Fame (alla nascita Jamal Grinnage, 11 aprile 1976). Il duo è conosciuto per la violenza delle liriche e l'aggressività della voce. Il gruppo è noto anche per le molteplici collaborazioni con DJ Premier, uno dei più importanti e influenti produttori di sempre. Inoltre vengono considerati tra i pilastri fondamentali dell'hardcore hip hop.

## Storia del gruppo

### Gli inizi
Amici fin da bambini, Billy e Fame, sono cresciuti in un quartirere degradato di Brooklyn, noto come Brownsville. Da ragazzi sono diventati membri della gang del quartirere chiamata Mash Out Posse e guidata da Big Mal, fratello maggiore di Lil Fame. I due formarono un gruppo rap dandogli un nome che riprendesse quello della gang a cui appartenevano, M.O.P.. Inizialmente Fame era il DJ, successivamente, sotto gli incoraggiamenti del fratello, cominciò anche lui a scrivere le sue rime.
Big Mal fu ucciso in una sparatoria poco dopo il debutto degli M.O.P. nel 1993, con il singolo "How About Some Hardcore", canzone che appare anche nella colonna sonora del film House Party 3. Il successo del singolo nell'ambiente underground, promosso attraverso un video realistico e a basso costo diretto dall'allora sconosciuto Hype Williams, portò i due alla pubblicazione dell'album di debutto To the Death. L'LP, pubblicato nel 1994 dalla Select Records, è un disco dalle sonorità dure e piene di rabbia. L'album è quasi completamente prodotto da DR Period.

### Il successo
Gli M.O.P. hanno avuto una cerchia piuttosto stretta di fan fino al 2000, anno in cui realizzarono l'album Warriorz, per la Loud Records. Le radio cominciarono a trasmettere il singolo "Ante Up", prodotto da DR Period con un campione preso dalla canzone "Soul Sister, Brown Sugar" di Sam & Dave. Il singolo divenne una hit e fece sì che l'album raggiungesse la venticinquesima posizione sulla classifica degli album della rivista Billboard. Il secondo singolo estratto da Warriorz è stato "Cold As Ice" (prodotto dagli stessi M.O.P., prendendo un campione da "Cold As Ice" dei Foreigner) e, nonostante quasi la metà del testo sia stato censurato, anche questo è stato molto trasmesso dalle radio. La canzone fu addirittura utilizzata dalla marca di dentifricio Ice White, per una pubblicità televisiva in Inghilterra.
Nel 2001, è stato realizzato un remix di "Ante Up" molto apprezzato dalle radio, con la partecipazione di Busta Rhymes, Remy Martin, e Teflon. Lo stesso anno i due hanno collaborato con la boy band Lyte Funky Ones, alla canzone "Life is Good" che ha raggiunto la posizione numero 82 della top 100 della classifica Billboard.
Nel 2002 la Loud Records è fallita, lasciando il duo senza un contratto. Nel 2003, la Sony/Columbia, ha pubblicato il greatest hits 10 Years and Gunnin'. Successivamente, gli M.O.P. hanno firmato per la Roc-A-Fella Records di Jay-Z e Damon Dash. La prima apparizione dei due per la nuova etichetta discografica è stata sull'album The Blueprint 2: The Gift & The Curse; avevano poi intenzione di pubblicare l'album Ghetto Warfare, ma il progetto fu rimandato. Gli M.O.P. hanno affermato di aver registrato altri due album: The Last Generation e Kill Nigga Die Slo Bluckka Bluckka Bloaoow Blood Sweat Tears and We Out.
Il 24 luglio 2011, nell'episodio "Calibro 38" (titolo originale Thirty-Eight Snub), della quarta stagione della serie TV Breaking Bad, il brano Raise Hell, dall'album del 2004 Mash Out Posse, viene riprodotto nell'impianto Hi-Fi dal protagonista Jesse, per svegliare gli ospiti della festa avvenuta la sera precedente e continuare a festeggiare in sua assenza.
Il 5 marzo 2014 esce in free download il loro nuovo mixtape prodotto da dj Spot che vede i featuring di The X-Ecutioners, Busta Rhymes, Tephlon, Remy Martin, Gang Starr, Fat Joe, Snowgoons, Adam F., Jay Z, The Horns, Soulkast, Brahi, Termanology e Styles P.

## Discografia
Albums
- 1994 - To The Death
- 1996 - Firing Squad
- 1998 - First Family 4 Life
- 2000 - Warriorz
- 2004 - Mash Out Posse
- 2009 - Foundation
- 2011 - Sparta
- 2014 - Street Certified

Raccolte
- 2003 - 10 Years and Gunnin'
- 2006 - Ghetto Warfare

Mixtape
- 2005 - St. Marxmen
- 2014 - DJ Spot presents M.O.P. (Russia)

Singoli
- "How About Some Hardcore" (1993)
- "Rugged Neva Smoove" (1994)
- "Dead & Gone" (1996)
- "World Famous" (1997)
- "Handle Ur Bizness" (1998)
- "G Building" (2000)
- "Ante Up" (2000)
- "Ante Up (Remix)" (feat. Busta Rhymes, Remy Ma & Teflon) (2001)
- Cold As Ice (2001)
- "Hilltop Flava/Ground Zero" (2004)
- "Murder Rate" (feat. Papoose) (2006)
- "187" (2014)